# شلسبورگ (آیووا)
شلسبورگ (به انگلیسی: Shellsburg) شهری در ایالت آیووا کشور ایالات متحده آمریکا است که جمعیت آن در سرشماری سال ۲۰۱۰ میلادی، ۹۸۳ نفر بوده‌است.